# ISO 3166-2:MN
ISO 3166-2:MN è la specifica dello standard ISO 3166-2, parte della norma ISO 3166 dell'Organizzazione internazionale per la normazione (ISO), che definisce i codici per i nomi delle principali suddivisioni della Mongolia (il cui codice ISO 3166-1 alpha-2 è MN).
Attualmente i codici coprono le 21 province più la municipalità indipendente della capitale Ulan Bator. Iniziano con la sigla MN-, seguita da una (capitale) o tre (province) cifre.

## Codici attuali
I codici e i nomi sono elencati nell'ordine standard ufficiale pubblicato dalla ISO 3166 Maintenance Agency (ISO 3166/MA).
| Codice | Suddivisione | Tipo di suddivisione |
| ------ | ------------ | -------------------- |
| MN-1   | Ulan Bator   | capitale             |
| MN-073 | Arhangaj     | provincia            |
| MN-069 | Bajanhongor  | provincia            |
| MN-071 | Bajan-Ôlgij  | provincia            |
| MN-067 | Bulgan       | provincia            |
| MN-037 | Darhan-Uul   | provincia            |
| MN-061 | Dornod       | provincia            |
| MN-063 | Dornogov'    | provincia            |
| MN-059 | Dundgov'     | provincia            |
| MN-065 | Gov'-Altaj   | provincia            |
| MN-064 | Gov'-Sùmbėr  | provincia            |
| MN-039 | Hėntij       | provincia            |
| MN-043 | Hovd         | provincia            |
| MN-041 | Hôvsgôl      | provincia            |
| MN-053 | Ômnôgov'     | provincia            |
| MN-035 | Orhon        | provincia            |
| MN-055 | Ôvôrhangaj   | provincia            |
| MN-049 | Sėlėngė      | provincia            |
| MN-051 | Sùhbaatar    | provincia            |
| MN-047 | Tôv          | provincia            |
| MN-046 | Uvs          | provincia            |
| MN-057 | Zavhan       | provincia            |